# TuttoCittà
TuttoCittà è, a partire dal 2016, un sito web italiano di proprietà di Italiaonline e sviluppato in collaborazione con Esri Italia, nel quale è possibile calcolare percorsi e cercare informazioni sui centri abitati di tutta Italia. In passato è stato invece un fascicolo cartaceo che veniva distribuito gratuitamente in allegato alle Pagine Gialle italiane edizione Casa, edite dalla società Seat Pagine Gialle e distribuite gratuitamente a tutti gli abbonati al telefono.

## Storia
Fino al 1978, per le città più grandi d'Italia, le ultime pagine del volume Pagine Gialle contenevano una sezione (Pagine Gialle Stradario) che raccoglieva le tavole con le mappe della città capoluogo cui il volume stesso si riferiva; inizialmente in bianco e nero, nel corso degli anni settanta queste mappe vennero rappresentate su fondo giallo, con le aree di pertinenza specifiche delle singole tavole evidenziate invece da un fondo arancione. Nelle edizioni 1979-80 e 1980-81, nonché anche in alcune edizioni 1978-79 questa sezione è stata inclusa in tutti i volumi delle Pagine Gialle, dove comparvero quindi le tavole topografiche per il capoluogo della provincia (o i capoluoghi delle province) cui il volume faceva riferimento.
A partire dal 1981 (precisamente dall'edizione 1981-82 delle Pagine Gialle) queste tavole sono state raccolte e stampate in un fascicolo dedicato, che è stato chiamato TuttoCittà e distribuito assieme alle Pagine Gialle; in base al mese di distribuzione in una determinata provincia, il fascicolo riportava il titolo TuttoCittà '81 se aggiornato e stampato entro la prima metà dell'anno e quindi distribuito agli abbonati entro i mesi estivi (come per esempio quelli di Milano, Firenze, Genova e di numerose altre province specie al centro-nord e in Sardegna), mentre riportava il titolo TuttoCittà '82 se aggiornato e stampato durante la seconda metà dell'anno e quindi distribuito negli ultimi mesi dell'anno (come quelli di Torino, Bari, Roma e altre province specie al centro-sud e alcune del nord), comportando quindi uno slittamento apparente della datazione. Le prime pagine presentavano una notevole raccolta di indirizzi e numeri telefonici organizzati per argomenti, dai trasporti alla sanità, alle scuole, più numerosi uffici e musei. Le tavole topografiche erano su fondo arancione e solitamente riportavano le mappe dei capoluoghi di provincia, più quelle dei centri principali situati nella provincia, se il loro numero di abitanti non era troppo esiguo. È da notare che nelle nuove edizioni che si susseguivano negli anni, nuove mappe venivano aggiunte per altre cittadine di provincia, come pure alcune tavole aggiuntive per le nuove aree urbane delle città principali; ciò nonostante, le tavole delle città già incluse non sempre subivano puntuali aggiornamenti e correzioni delle imprecisioni. Anche i raggruppamenti di due o più province subivano mutazioni nel corso degli anni: se la tendenza nei primi anni era di includere più province in uno stesso fascicolo, in particolare per le province del sud Italia, in seguito in diversi casi (ma non in tutti) si è optato per dedicare un fascicolo alle singole province.
Nonostante tutto, grazie alla loro diffusione capillare e gratuita, i TuttoCittà divennero presto gli stradari più usati in assoluto per orientarsi nei principali centri di tutta Italia.
A partire dai fascicoli editi verso la fine del 1985 (quindi datati in copertina 1986), la cartografia delle città più importanti d'Italia, che era rimasta ferma al modello utilizzato negli anni settanta, subisce un profondo riarrangiamento delle tavole, volto a una maggiore razionalizzazione e adeguamento agli standard già utilizzati nei fascicoli delle altre città; con questi fascicoli viene introdotta anche una grafica della copertina rinnovata, con la scritta "Tutto Città" le cui lettere assumono le sembianze di edifici, seguita dalle due cifre finali dell'anno, anch'esse simili a edifici. Questo nuovo stile della copertina verrà utilizzato da tutti i fascicoli delle 10 città maggiori d'Italia secondo il censimento del 1981 (Roma, Milano, Napoli, Torino, Genova, Palermo, Bologna, Firenze, Catania, Bari) fino alla fine del decennio.
Nel 1990 (quindi nei fascicoli riportanti l'anno 1990 o 1991 a seconda del periodo di distribuzione) cambia l'intera organizzazione dei fascicoli. Spariscono i lunghi elenchi di indirizzi e numeri di telefono con la sola eccezione dei contatti telefonici di autobus di linea, porti e aeroporti, e degli uffici per il rilascio di documenti, elenchi che vengono sostituiti da numerosi articoli che illustrano alcune curiosità storiche o culturali, sulle città o sulle province, ritenute interessanti o di rilievo. Le tavole topografiche passano da sfondo arancione a sfondo grigio e aumenta il numero dei centri urbani coperti dalla cartografia, pur permanendo in molti casi le stesse criticità dei fascicoli degli anni passati, ossia con correzioni non sempre puntuali alle mappe delle città già incluse da tempo nelle tavole topografiche. Anche le copertine subiscono un rinnovamento grafico, che verrà ulteriormente implementato nel corso del decennio.
A partire dal 1998, per molte province il fascicolo TuttoCittà non viene più stampato e le tavole topografiche vengono presentate nuovamente all'interno delle Pagine Gialle; i fascicoli del TuttoCittà continuano invece a essere stampati per le 37 province più popolose, dove continueranno a essere distribuiti fino al 2014. Nel periodo fra il 1998 e il 2014, per alcuni anni la sezione TuttoCittà è stata inclusa anche all'interno di alcune edizioni del volume Pagine Gialle Lavoro; per tre edizioni invece (2010-11, 2011-12 e 2012-13), in molti casi la sezione TuttoCittà non è stata inclusa né nelle Pagine Gialle Casa né nelle Pagine Gialle Lavoro.
A partire dal 2005 le copertine dei fascicoli hanno incluso le foto vincitrici di un concorso fotografico digitale aperto a tutti i fotografi (professionisti e dilettanti), che venivano votate direttamente dal pubblico attraverso un concorso.
Dalla fine del 2009 (quindi nei fascicoli riportanti l'anno 2009 o 2010 in base al periodo di distribuzione) il formato dei fascicoli si riduce a circa la metà e la cartografia viene profondamente rinnovata: nella nuova e completamente rivoluzionata cartografia vengono infatti inclusi anche numerosi aggiornamenti, che in molti casi non venivano effettuati da decenni, e viene aumentata la copertura delle tavole topografiche a numerosi quartieri periferici sorti negli ultimi decenni, includendo quindi numerose altre vie rispetto alle versioni precedenti; anche lo stile di rappresentazione cambia, passando da una mappatura standard a una "a volo d'uccello"; lo sfondo delle mappe passa infine da grigio a rosa.
A partire dalla fine del 2014 il TuttoCittà cessa definitivamente di esistere come fascicolo anche per le province per cui ancora veniva pubblicato, diventando disponibile dapprima nuovamente integrato nelle Pagine Gialle, poi solo online attraverso il sito omonimo, nel quale è possibile calcolare percorsi e cercare informazioni sulla città, similmente a quanto veniva offerto in formato cartaceo nei fascicoli degli anni ottanta; il servizio offre anche mappe stradali e aeree e, in un numero crescente di città, fotografie a livello stradale esplorabili a circa 360 gradi come il più noto e diffuso Google Street View.